# Psammocinia charadrodes
Psammocinia charadrodes är en svampdjursart som beskrevs av Cook och Patricia R. Bergquist 1998. Psammocinia charadrodes ingår i släktet Psammocinia och familjen Irciniidae. Inga underarter finns listade i Catalogue of Life.